# Afromeroplius watalingaensis
Afromeroplius watalingaensis är en tvåvingeart som först beskrevs av Vanschuytbroeck 1963.  Afromeroplius watalingaensis ingår i släktet Afromeroplius och familjen svängflugor.
Artens utbredningsområde är Kongo. Inga underarter finns listade i Catalogue of Life.